# Seznam jamajških pevcev
Seznam jamajških pevcev.

## A
- Bob Andy (Keith Anderson)
- Horace Andy (Horace Hinds)

## B
- Josh David Barrett
- Claudja Barry
- Andrew Bees
- Lorna Bennett
- Bunny Brown
- Dennis Brown (1957–1999)
- Manley Augustus Buchanan (tudi Big Youth oz. Jah Youth)
- Watty Burnett
- Burning Spear (Winston Rodney)
- Prince Buster (Cecil Bustamente Campbell, 1938–2016)

## C
- Don Carlos (Euvin Spencer)
- Sister Carol (Carol Theresa East)
- Johnny Clarke
- Jimmy Cliff (James Chambers)
- Denise Antoinette Cole
- Jennifer Connally

## D
- Desmond Dekker
- Garth Dennis
- Andru Donalds
- Carl Douglas

## G
- Marcia Griffiths

## H
- Derrick Harriott
- Toots Hibbert
- Joseph Hill

## I
- Gregory (Anthony) Isaacs (1951–2010)

## J
- Roydel Johnson (Congo Ashanti Roy)
- Grace Jones (Grace Mendoza)
- Sandra - Puma Jones

## K
- Ini Kamoze (Cecil Campbell)
- Beverley Kelso

## L
- Ijahman Levi (Trevor Sutherland)

## M
- Macka B (Christopher MacFarlane)
- Bob Marley (kasneje tudi Berhan Selassie)
- David »Ziggy« Marley
- Rita Anderson Marley
- Junior Marvin
- Freddie McGregor
- Shema McGregor
- Freddie McKay
- Jacob Miller (Jacob »Killer« Miller)
- Denroy Morgan
- Judy Mowatt (Judith Veronica Mowatt)
- Cedric Myton

## N
- Errol "Tarzan" Nelson

## P
- Augustus Pablo (Horace Swaby)
- Dawn Penn
- Lee »Scratch« Perry (Rainford Hugh Perry)
- Phil Pratt (George Phillips)

## R
- Ras Michael (Michael George Henry)
- Delroy "Junior" Reid
- Winston Rodney (= Burning Spear)
- Emmanuel "Rico" Rodriguez - "El Reco" (1934–2015)
- Max Romeo (Maxwell Livingston Smith)
- Michael Rose

## S
- Scotty (David Scott)
- Doreen Shaffer (Monica Johnson)
- Shaggy (Orville Richard Burrell)
- Robbie Shakespeare & Sly Dunbar (Sly & Robbie) "Riddim Twins" - duo: basist in bobnar - najvplivnejša v reggae/dub
- Derek Simpson
- Sizzla (Kalonji; r. Miguel Orlando Collins)
- Earl "Chinna" Smith (a.k.a. Earl Flute & Melchezidek the High Priest)

## T
- Nicky Thomas (Cecil Nicholas Thomas)
- Peter Tosh (Winston Hubert McIntosh)

## U
- U-Roy (Ewart Beckford)

## W
- Bunny Wailer (Neville Livingston), Jah B
- Constantine "Vision" Walker
- Michael James Williams (alias Prince Far I)

## Y
- Yabby You (Vivian Jackson)